# Trophozoit
Als Trophozoit (v. griech. τροφος trophos ‚Nahrung‘ und ζοον Zoon ‚Tier‘) oder auch Trophont wird die vegetative Lebensphase adulter Protisten bezeichnet, das heißt, die Lebensform, in der Protisten im Stoffwechselaustausch mit ihrer Umwelt leben, sich also nicht vermehren.
Der Begriff Trophont wird von Protozoologen vorzugsweise auf Wimpertierchen (Ciliaten) angewandt, der Begriff Trophozoit hingegen auf nicht-ciliate Parasiten. 